# Al White
Al White est un acteur américain né le 17 mai 1942.

## Filmographie
- 1982 : Shérif, fais-moi peur (série TV) : "Le shérif fais du zèle" (Saison 5 - Épisode 3) : Burnett
- 1984 : Shérif, fais-moi peur (série TV) : "Attachez vos ceintures" (Saison 7 - Épisode 9) : Eddie
- 1987 : Russkies
- 1987 : Toubib malgré lui
- 1988 : Le Scorpion rouge
- 1989 : Retour vers le futur 2
- 1991 : Servants of Twilight
- 1991 : Hurlements 6
- 1994 : Leprechaun 2
- 1990 : Les Contes de la crypte (série télévisée) Saison 2, épisode 8